# Борисов Семен Захарович
Семен Захарович Борисов (нар. 24 серпня 1911, Тиллимінській 1-й наслег Східно-Кангаласького улусу Якутської області, тепер Мегіно-Кангаласького улусу Республіки Саха (Якутії), Російська Федерація — 7 жовтня 1999, Республіка Саха, Російська Федерація) — радянський державний діяч, 1-й секретар Якутського обласного комітету КПРС, голова Ради міністрів Якутської АРСР. Депутат і заступник голови Президії Верховної ради Російської РФСР 2-го скликання. Депутат Верховної ради СРСР 3—6-го скликань. Кандидат у члени ЦК КПРС у 1952—1966 роках.

## Життєпис
Народився в бідній селянській родині. У 1926 році закінчив Рассолодинську семирічну школу, в 1930 році — школу другого ступеня міста Якутська.
У 1929—1930 роках — інструктор виконавчого комітету Східно-Кангаласької улусної ради, секретар Нерюктяїнської наслежної ради, інструктор виконавчого комітету Мегіно-Кангаласької районної ради Якутської АРСР.
У 1930—1932 роках — вчитель, завідувач Женходинської початкової школи; інструктор, завідувач відділу народної освіти виконавчого комітету Мегіно-Кангаласької районної ради Якутської АРСР.
Член ВКП(б) з 1932 року.
У 1932—1934 роках — інструктор ЦВК Якутській АРСР.
У 1934—1938 роках — голова виконавчого комітету Сунтарської районної ради Якутської АРСР.
У 1939 році закінчив Вищі курси радянського будівництва при ЦВК СРСР.
У 1939 році — інструктор і консультант Ради народних комісарів Якутської АРСР.
У 1939—1941 роках — начальник переселенського відділу Ради народних комісарів Якутської АРСР.
У 1941—1944 роках — заступник голови Ради народних комісарів Якутської АРСР.
У 1944—1946 роках — народний комісар землеробства Якутської АРСР.
У 1946 році — міністр тваринництва Якутської АРСР.
У грудні 1946 — грудні 1948 року — голова Ради міністрів Якутської АРСР.
У грудні 1948 — січні 1950 року — слухач Курсів перепідготовки при ЦК ВКП(б).
У січні 1950 — квітні 1951 року — голова Ради міністрів Якутської АРСР.
У травні 1951 — жовтні 1965 року — 1-й секретар Якутського обласного комітету КПРС.
У листопаді 1965 — вересні 1969 року — радник голови Ради міністрів Російської РФСР по північних районах.
З вересня 1969 року — персональний пенсіонер союзного значення.
Помер 7 жовтня 1999 року після важкої тривалої хвороби.

## Нагороди
- два ордени Леніна  (27.06.1947, 1.10.1957)
- три ордени Трудового Червоного Прапора (6.09.1961)
- орден «Знак Пошани»
- медаль «За трудову доблесть»
- медалі
- Почесний громадянин Мегіно-Кангаласького району (улусу) Якутії (1985)
- Почесний громадянин Мирнинського району (улусу) Якутії